# Rothenburg (Wettin-Löbejün)
Rothenburg – dzielnica miasta Wettin-Löbejün w Niemczech, w kraju związkowym Saksonia-Anhalt, w powiecie Saale. Do 31 grudnia 2010 była samodzielną gminą.
Do 1 lipca 2007 Rothenburg należał do powiatu Saal, do wspólnoty administracyjnej Leuna-Kötzschau.

## Geografia
Dzielnica położona jest ok. 25 km na północny zachód od Halle (Saale) nad rzeką Soławą.

## Współpraca
- Czerwieńsk, Polska
- Rotenburg an der Fulda, Hesja
- Rotenburg (Wümme), Dolna Saksonia
- Rothenburg, Szwajcaria
- Rothenburg ob der Tauber, Bawaria
- Rothenburg/O.L., Saksonia